# Lázok János (labdarúgó)
Lázok János (Elek, 1984. október 4. –) magyar labdarúgó, csatár.

## Pályafutása

### Békéscsaba
A 2004/05-ös bajnokságot töltötte az akkor még első osztályban szereplő Békéscsabánál. A csapat az utolsó helyen végzett, Lázok pedig huszonötször játszott és egy gólt lőtt.

### Vasas
2005 nyarán eligazolt az előző évi bajnokságot tizenharmadikként záró Vasashoz. Bemutatkozó mérkőzése, 2005. augusztus 27-én volt a Videoton ellen. A meccsen huszonegy percet kapott edzőjétől, Pintér Attilától. Ezt a mérkőzést még további tizenhat követte, így tizenhét fellépéssel fejezte be a szezont és nulla góllal. A Vasas kieső helyen állt a bajnokság végén, azonban a Ferencváros kizárása miatt bennmaradtak. A kupában a döntőig meneteltek a piros-kékek, ott végül tizenegyesekkel maradtak alul a Fehérvárral szemben.
Következő szezonja, a 2006/07-es, igazán jóra sikeredett. A bajnokságban huszonnyolc meccsen számolt vele a csapat új edzője, Mészöly Géza. Lázok ezt kilenc góllal hálálta meg. Első gólját a Vasas színeiben, 2006. december 12-én rúgta a Kaposvárnak. Ezután még duplázott a Diósgyőr és a Zalaegerszeg ellen is. Összesen kilenc gólt szerzett az ötödikként záró csapatban.
Következett a 2007/08-as szezon. Lázok maradt Angyalföldön, és hasonló teljesítményt nyújtott az előző évihez képest. Huszonöt meccsen játszott, ami csak hárommal kevesebb mint előzőleg, és hét gólt szerzett, ami kettővel rosszabb a 2006/07-es statisztikájához képest. Három gólt lőtt az őszi szezonban, és négyet a tavasziban. A Vasas kilencedik helyen fejezte be a bajnokságot.
A következő szezon a 2008/09-es volt. A Vasas nagyon jól kezdte a bajnokságot, az őszi szezont a dobogó legalsó fokán zárták. Lázok mindössze tizenhárom meccsen játszott a szezonban, hiszen hosszabb ideig sérüléssel bajlódott egymás után kétszer is. Azért így is három gólt lőtt a tizedik helyen végző angyalföldi csapatban. A szezon végén, 2009. június 30-án lejárt volna a szerződése, azonban áprilisban meghosszabbította azt, még egy évvel.
A 2009/10-es szezon felkészülésében, több hónapos kihagyás után végezhetett teljes értékű edzésmunkát. A bajnokság előtt, a Vasas anyagi nehézségei miatt felmerült a távozása is. Leginkább a Győr érdeklődött utána, ráadásul három játékos is adtak volna Lázokért cserébe. Végül maradt, és az összes őszi bajnokin pályára lépett. 2009. október 2-án mesterhármast szerzett a Honvéd ellen, és emellett még öt gólt rúgott. A téli átigazolási időszak utolsó órájában azonban klubot váltott, és fél évre az MTK Budapest játékosa lett. Később úgy nyilatkozott, hogy a Vasas új edzője, Giovanni Dellacasa miatt kellett elmennie.

### MTK Budapest - kölcsönben
Lázok a tavaszi szezont az MTK-nál tölti kölcsönben, a kék-fehérek opciós jogot is szereztek a végleges megvásárlására.  Február 27-én mutatkozott be új csapatában, a Lombard Pápa elleni mérkőzésen kezdőként számolt vele Garami József, azonban az 57. percben lecserélte.

### A válogatottban
2010-ben két alkalommal szerepelt a válogatottban csereként.

## Sikerei, díjai
Magyar kupa
- ezüstérmes: 2006

## Statisztika

### Mérkőzései a válogatottban
| Magyarország | Magyarország    | Magyarország                    | Magyarország | Magyarország | Magyarország | Magyarország | Magyarország | Magyarország |
| #            | Dátum           | Helyszín                        | Hazai        | Eredmény     | Vendég       | Kiírás       | Gólok        | Esemény      |
| ------------ | --------------- | ------------------------------- | ------------ | ------------ | ------------ | ------------ | ------------ | ------------ |
| 1.           | 2010. május 29. | Budapest, Puskás Ferenc Stadion | Magyarország | 0 – 3        | Németország  | barátságos   | -            | 88'          |
| 2.           | 2010. június 5. | Amszterdam, Amsterdam ArenA     | Hollandia    | 6 – 1        | Magyarország | barátságos   | -            | 68' 77'      |
|              | Összesen        |                                 |              | 2            | mérkőzés     |              | 0            | gól          |